# Шаповалов Володимир Іванович
Володимир Іванович Шаповалов (*5 листопада 1946; Дніпропетровськ) — український учений-металознавець. Доктор технічних наук, професор. Академік АН ВШ України з 1993 р.

## Біографія
Народився в Дніпропетровську. Закінчив Дніпропетровський металургійний інститут у 1969 р. Кандидат технічних наук (1972). Доцент кафедри металознавства НМетАУ з 1978 р. Доктор технічних наук (1980). Професор кафедри металознавства НМетАУ у 1981–2003 рр. Від 1978 р. — науковий керівник Спеціального конструкторського бюро «Сплав» НМетАУ (від 2003 р. — на громадських засадах). З 2003 р. — керівник лабораторії компанії MER Corporation (Аризона, США).

## Наукова діяльність
Обґрунтував важливу наукову гіпотезу щодо фазових переходів у системі метал-водень. Уперше спрогнозував та експериментально довів, що водень може бути легуючим елементом у металах і сплавах.
Має понад 450 наукових праць, зокрема 1 наукове відкриття, 2 монографії, 4 навчальні посібники, близько 250 авторських свідоцтв і патентів США, Німеччини, Європи та Японії. Серед них основні:
- «Влияние водорода на структуру и свойства железоуглеродистых сплавов» (1982);
- «Водород и флокены в стали» (у співавторстві з В. В. Трофименко, 1986);
- «Method for manufacturing porous articles» U.S. Patent No. 5,181549 (January 26, 1993);
- «Method and apparatus for storing compressed gas» U.S. Patent No. 6520219 (February 18, 2003).

Підготував 24 кандидати та 3 докторів технічних наук.
Лауреат Нагороди Ярослава Мудрого АН ВШ України (1994). Медаль Віро Джозефа Угорського металургійного товариства (1995).